# Michaił Ostrowski
Michaił Siemionowicz Ostrowski (ros. Михаил Семёнович Островский, ur. 1892 w Fastowie, zm. 30 lipca 1952 w Gułagu) – radziecki dyplomata.

## Życiorys
Studiował na Wydziale Prawnym Petersburskiego Instytutu Neuropsychologicznego, od 1919 członek RKP(b), 1919-1922 żołnierz Armii Czerwonej, 1922-1925 zastępca wojskowego komisarza Wojskowej Akademii Armii Czerwonej. 1925-1927 pełnomocnik Nieftesindikata w Turcji, 1927-1929 pełnomocnik Nieftesindikata w Niemczech, 1929-1933 pełnomocnik Sojuzniefteeksporta we Francji, 1933-1934 przedstawiciel handlowy ZSRR we Francji. Od 3 listopada 1934 do 6 lutego 1938 ambasador ZSRR w Rumunii (4 grudnia 1934 otrzymał gramotę uwierzytelniającą).
5 stycznia 1939 aresztowany, 4 maja 1939 skazany na 15 lat pozbawienia wolności i utratę praw na 5 lat, 1939-1949 więziony w łagrze w Norylsku, później w Górniczym Poprawczym Obozie Pracy nr 2 w Kraju Krasnojarskim.